# Karibische Gemeinschaft
Die Karibische Gemeinschaft (englisch Caribbean Community and Common Market, CARICOM) ist eine Internationale Organisation im karibischen Raum mit Sitz in Guyanas Hauptstadt Georgetown.

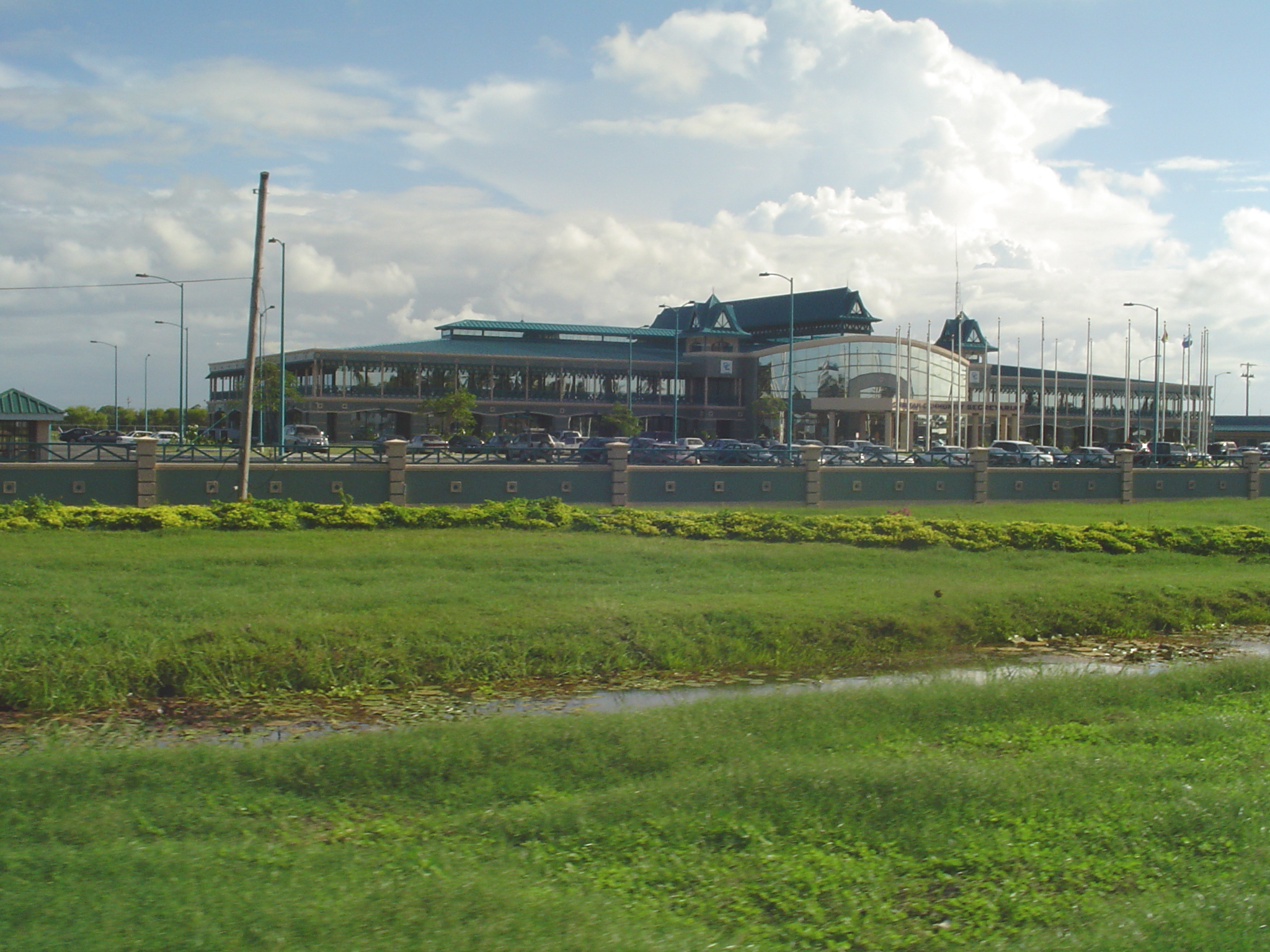
Zentrale der CARICOM in Guyana

## Geschichte
Die CARICOM wurde am 4. Juli 1973 als Ergebnis 15-jähriger Verhandlungen durch den Vertrag von Chaguaramas gegründet, der am 1. August desselben Jahres in Kraft trat. Die ersten vier Unterzeichnerstaaten waren Barbados, Jamaika, Guyana und Trinidad und Tobago. Vorgängerorganisation war die Karibische Freihandelszone CARIFTA (Caribbean Free Trade Area) von 1968 bis 1974. Mit der Gründung der CARICOM begann der an der EG orientierte Wandel von einer Freihandelszone zu einer intensiver strukturierten Gemeinschaft, die nicht nur wirtschaftliche Zusammenarbeit anstrebt. Bereits ein Jahr darauf traten weitere sieben Staaten und Montserrat der Organisation bei. 1984 stießen die Bahamas dazu, 1999 Suriname und 2002 folgte Haiti, das vorerst letzte Mitglied. 2001 unterzeichneten die Regierungschefs einen neuen Vertrag von Chaguaramas (Trinidad und Tobago), mit dem eine Karibische Gemeinschaft etabliert wurde. Diese ist seit dem 23. Februar 2010 wiederum Teil der wesentlich größeren Gemeinschaft der Lateinamerikanischen und Karibischen Staaten (CELAC).
Seit 2013 sind der CARICOM-Block und die Dominikanische Republik über ein 2008 unterzeichnetes Wirtschaftspartnerschaftsabkommen, das als CARIFORUM bekannt ist, mit der Europäischen Union verbunden. Der Vertrag gewährt allen Mitgliedern der Europäischen Union und des CARIFORUM gleiche Rechte in Bezug auf Handel und Investitionen. Nach Artikel 234 des Abkommens ist der Europäische Gerichtshof für die Beilegung von Streitigkeiten zwischen CARIFORUM und Staaten der Europäischen Union zuständig.

## Generalsekretäre
Die Karibische Gemeinschaft hatte seit ihrer Gründung folgende Generalsekretäre:
| Amtszeit  | Generalsekretäre                   | Mitgliedstaat       |
| --------- | ---------------------------------- | ------------------- |
| 1973–1974 | William Demas                      | Trinidad und Tobago |
| 1974–1977 | Sir Alister McIntyre               | Grenada             |
| 1977–1978 | Joseph Tyndall (kommissarisch)     | Guyana              |
| 1978–1983 | Kurleigh King                      | Barbados            |
| 1983–1992 | Roderick Rainford                  | Jamaika             |
| 1992–2010 | Edwin W. Carrington                | Trinidad und Tobago |
| 2010–2011 | Lolita Applewhaite (kommissarisch) | Barbados            |
| 2011–2021 | Irwin LaRocque                     | Dominica            |
| seit 2021 | Carla Barnett                      | Belize              |

## Mitglieder

### Vollmitglieder
Vollmitglieder sind folgende 14 Staaten und 1 britisches Überseegebiet:
| Lage | Staat                          | Beitritt | BIP in Mio. US$ (2007)      | BIP in Mio. US$ (2013) | Wirtschafts- wachstum (2013) | Staats- schuldenquote (2011) | Korruption (2013) | Petrocaribe | CSME               | CARICOM Reisepass | CARIPASS |
| ---- | ------------------------------ | -------- | --------------------------- | ---------------------- | ---------------------------- | ---------------------------- | ----------------- | ----------- | ------------------ | ----------------- | -------- |
|      | Barbados                       | 1973     | 3.739                       | 4.262                  | −0,75 %                      | 068                          | 075               | -           | 2006               | ja                | ja       |
|      | Guyana                         | 1973     | 1.039                       | 3.020                  | 5,33 %                       | -                            | 027               | 2005        | 2006               | ja                | ja       |
|      | Jamaika                        | 1973     | 11.206                      | 14.389                 | 0,42 %                       | 140                          | 038               | 2005        | 2006               | ja                | ja       |
|      | Trinidad und Tobago            | 1973     | 20.700                      | 27.130                 | 1,62 %                       | 032                          | 038               | -           | 2006               | ja                | ja       |
|      | Antigua und Barbuda            | 1974     | 1.089                       | 1.220                  | 1,65 %                       | 093                          | -                 | 2005        | 2006               | ja                | ja       |
|      | Belize                         | 1974     | 1.274                       | 1.637                  | 2,50 %                       | 083                          | -                 | 2005        | 2006               | ja                | nein     |
|      | Dominica                       | 1974     | 311                         | 495                    | 1,14 %                       | 070                          | 058               | 2005        | 2006               | ja                | ja       |
|      | Grenada                        | 1974     | 590                         | 811                    | 0,80 %                       | 104                          | -                 | 2005        | 2006               | ja                | ja       |
|      | Montserrat                     | 1974     | 43,8 PPP-$ (Schätzung 2006) | – (siehe GB)           | – (siehe GB)                 | – (siehe GB)                 | – (siehe GB)      | -           | – (2006 beantragt) | nein              | nein     |
|      | St. Kitts und Nevis            | 1974     | 527                         | 767                    | 1,92 %                       | 154                          | -                 | 2005        | 2006               | ja                | ja       |
|      | St. Lucia                      | 1974     | 958                         | 1.377                  | 0,21 %                       | 070                          | 071               | 2005        | 2006               | ja                | ja       |
|      | St. Vincent und die Grenadinen | 1974     | 559                         | 742                    | 1,26 %                       | 068                          | 062               | 2005        | 2006               | ja                | ja       |
|      | Bahamas                        | 1983     | 6.586                       | 8.373                  | 1,90 %                       | 050                          | 071               | 2005        | -                  | nein              | nein     |
|      | Suriname                       | 1995     | 1.345 (2005)                | 5.009                  | 4,68 %                       | 019                          | 036               | 2005        | 2006               | ja                | nein     |
|      | Haiti                          | 2002     | 5.435                       | 7.388                  | 8,98 %                       | 012                          | 019               | 2007        | -                  | nein              | nein     |

### Assoziierte Mitglieder
Assoziierte Mitglieder sind folgende 5 britische Überseegebiete:
| Lage | Gebiet                   | Beitritt |
| ---- | ------------------------ | -------- |
|      | Britische Jungferninseln | 1991     |
|      | Turks- und Caicosinseln  | 1991     |
|      | Anguilla                 | 1999     |
|      | Cayman Islands           | 2002     |
|      | Bermuda                  | 2003     |

### Beobachter
Beobachterstatus haben folgende 8 Länder:
| Lage | Gebiet                  |
| ---- | ----------------------- |
|      | Aruba                   |
|      | Curaçao                 |
|      | Dominikanische Republik |
|      | Kolumbien               |
|      | Mexiko                  |
|      | Puerto Rico             |
|      | Sint Maarten            |
|      | Venezuela               |

## Ziele

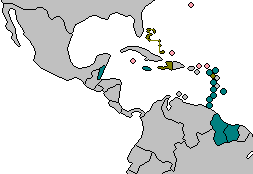
Gemeinsamer Karibischer Markt (CSME): Mitglieder des CSME CARICOM-Mitglieder, die nicht am CSME teilnehmen Assoziierte Mitglieder
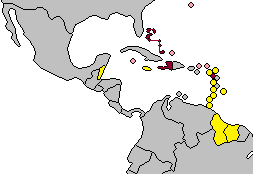
CARICOM-Reisepass: Mitglieder mit CARICOM-Reisepass Mitglieder ohne CARICOM-Reisepass Assoziierte Mitglieder
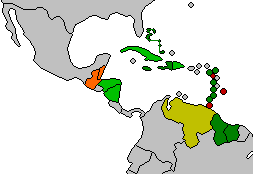
Petrocaribe: Venezuela Mitglieder von Petrocaribe und CARICOM Mitglieder von Petrocaribe, nicht Teil von CARICOM Mitglieder von CARICOM, nicht Teil von Petrocaribe ehemalige Mitglieder von Petrocaribe

Ziel der CARICOM ist die Koordinierung der Außenpolitik sowie die Kooperation in den Bereichen Gesundheit und Soziales, Erziehung, Kultur und Sport, Wissenschaft und Technik. Zur wirtschaftlichen Integration wurde der Gemeinsame Karibische Markt (englisch Caribbean Single Market and Economy, CSME) geschaffen. Er bildet eine Zollunion mit einem einheitlichen Außenzolltarif. Außerdem bestehen zwischen den Ländern Doppelbesteuerungsabkommen und Kooperationen im Bereich der Entwicklungsplanung und zur Förderung der Industrialisierung. Der CSME ist seit dem 1. Januar 2006 in Kraft. 2013 nahmen 13 von 15 CARICOM-Mitgliedstaaten an dem gemeinschaftlichen Markt teil.
Außerdem hat die CARICOM einen einheitlichen Reisepass eingeführt, der 2009 von 12 der 15 CARICOM-Staaten ausgegeben wurde, d. h. nicht in den Bahamas, Haiti und Montserrat. 2010 wurde dieser um den CARIPASS erweitert, eine Art Personalausweis, den bislang zehn Vollmitglieder nutzen.
Dem vorausgegangen war das Abkommen Petrocaribe, das 2005 von 11 CARICOM-Ländern unter der Leitung von Venezuela unterzeichnet wurde. Es erlaubt, nur 40 % der Erdöllieferungen aus Venezuela bei einem Marktpreis von über 100 US-Dollar binnen 90 Tagen zahlen zu müssen. Der Rest kann über 25 Jahre zum Zinssatz von 1 % geschuldet werden. Ziel dieses Vertrages soll die gemeinsame Erschließung, Förderung und Verarbeitung von Erdöl und Erdgas sein sowie die Schaffung eines Netzes erdölindustrieller Anlagen, durch das die Versorgung der Region nachhaltig gewährleistet werden soll.

## Charakteristik und Bedeutung
Mit einem Umfang von knapp 0,5 Mio. km² Fläche und knapp 17 Mio. Einwohnern sind die Ausmaße der CARICOM grob mit denen von Kamerun vergleichbar. Zwar ist sie in Einwohnerzahl, territorialer Ausdehnung und Wirtschaftskraft im Gegensatz zu „Marktriesen“ wie der EU oder ASEAN relativ überschaubar, dennoch sind ihre Mitgliedstaaten teils heterogen strukturiert und somit keineswegs vor Schwierigkeiten bei Entwicklung und Fortschritt bewahrt.
Haiti bildet mit etwa 58 % an der Gesamtbevölkerung diesbezüglich ein Schwergewicht, gefolgt von Jamaika mit zirka 17 % sowie Trinidad und Tobago mit zirka 8 %. Wohingegen die meiste Landmasse der CARICOM auf das südamerikanische Festland fällt, zum einen durch Guyana mit rund 46 % und zum anderen durch Suriname mit rund 35 %. Letztere beide Staaten sind parallel Mitglieder in der Union Südamerikanischer Nationen (UNASUR). Außerdem gehören alle CARICOM-Staaten bis auf Montserrat der Association of Caribbean States (ACS) an.
In der Hälfte der Mitglieder ist der Ostkaribische Dollar offizielles Zahlungsmittel, dessen Wechselkurs seit Jahrzehnten im Verhältnis 2,7 zu 1 fix an den US$ gebunden ist. Die andere Hälfte verwendet andere Formen des Dollars. Die meisten Staaten gelten als Entwicklungsländer mit niedrigem Einkommen. Einige weisen dagegen eher Eigenschaften eines Schwellenlands auf. Haiti stellt mit einem Index der menschlichen Entwicklung von 0,456 das ärmste Land des gesamten amerikanischen Kontinents dar, während Barbados mit 0,825 den deutlich höchsten Wert der CARICOM und die niedrigste Korruption verzeichnet. Darüber hinaus leistet Trinidad und Tobago mit gut 32 % den größten Teil zum Bruttoregionalprodukt (gesamten BIP), dahinter liegt Jamaika mit immerhin noch knapp 16 %. Während Jamaika und St. Kitts and Nevis mit weit über 100 % eine der höchsten Staatsschuldenquoten weltweit haben, besitzen Suriname mit 19 % und Haiti mit 12 % eine der niedrigsten.
Der ganzen Region gemein ist ihre koloniale Vergangenheit durch europäische Eroberer, allen voran Großbritannien und Frankreich, aber auch durch die Niederlande. So ist eine kulturelle Besonderheit das aus Vermischung westeuropäischer mit einheimischen Sprachen hervorgegangene Kreolische, das in Haiti mit Haitianisch und auf weiteren Inselstaaten noch vereinzelt angewandt wird. Ein Merkmal der Kolonialzeit war die einseitige Ausrichtung der Exportstruktur zugunsten europäischer und nordamerikanischer Konsumenten, um den Bedarf an Kolonialwaren wie Kakao oder Zucker zu decken. Dies äußert sich heute noch zum Beispiel im Anbau und Verkauf sogenannter „Cash Crops“, die meist erst im Importland weiterverarbeitet werden.
In fast allen Mitgliedstaaten ist Englisch die Amtssprache (die Ausnahmen sind Haiti und Suriname), und acht von ihnen sind Commonwealth Realms mit dem englischen König als Staatsoberhaupt.
Naturkatastrophen wie Hurrikane oder Erdbeben gehören zu den bedeutendsten Herausforderungen. Bei gelegentlich auftretenden Vulkanausbrüchen können weite Teile eines Inselstaates verwüstet werden.